# Manti
Manti je správní město okresu Sanpete County ve státě Utah. K roku 2000 zde žilo 3 040 obyvatel. S celkovou rozlohou 5 km² byla hustota zalidnění 602,4 obyvatel na km².